# Pietro Fittipaldi
Pietro Fittipaldi da Cruz (* 25. Juni 1996 in Miami, Florida) ist ein US-amerikanisch-brasilianischer Automobilrennfahrer. 2017 gewann er den Titel in der World Series Formel V8 3.5. Er startete 2019 in der DTM. Für die letzten zwei Rennen der Formel-1-Saison 2020 ersetzte er Romain Grosjean bei Haas, der sich zuvor bei einem Rennunfall verletzt hatte.

## Karriere
Fittipaldi begann seine Motorsportkarriere 2006 im Kartsport, in dem er bis 2012 aktiv blieb. 2011 und 2012 nahm er in der Whelen All-American Series, einer NASCAR-Serie auf Amateurniveau, in verschiedenen Divisionen teil und trat zu Einzelveranstaltungen an.
2013 wechselte Fittipaldi in den europäischen Formelsport. Für Jamun Racing startete er in der britischen Formel Renault und erreichte den achten Gesamtrang. Darüber hinaus nahm er für Mark Goodwin Racing an einigen Rennen der BRDC F4 Championship teil und gewann dabei ein Rennen. Er startete für die Rennställe auch zu den jeweiligen Wintermeisterschaften der Serien und wurde jeweils Sechster. 2014 fuhr Fittipaldi für Mark Goodwin Racing in der britischen Formel Renault. Er kam stets unter die ersten Vier und gewann zehn von 15 Rennen. Er entschied die Meisterschaft als erster Nicht-Brite für sich. Darüber hinaus trat er für das Team zu vier Veranstaltungen der alpinen Formel Renault an und erzielte dabei eine Podestplatzierung sowie den neunten Platz im Endklassement. Außerdem absolvierte er für Koiranen GP zwei Gaststarts im Formel Renault 2.0 Eurocup.

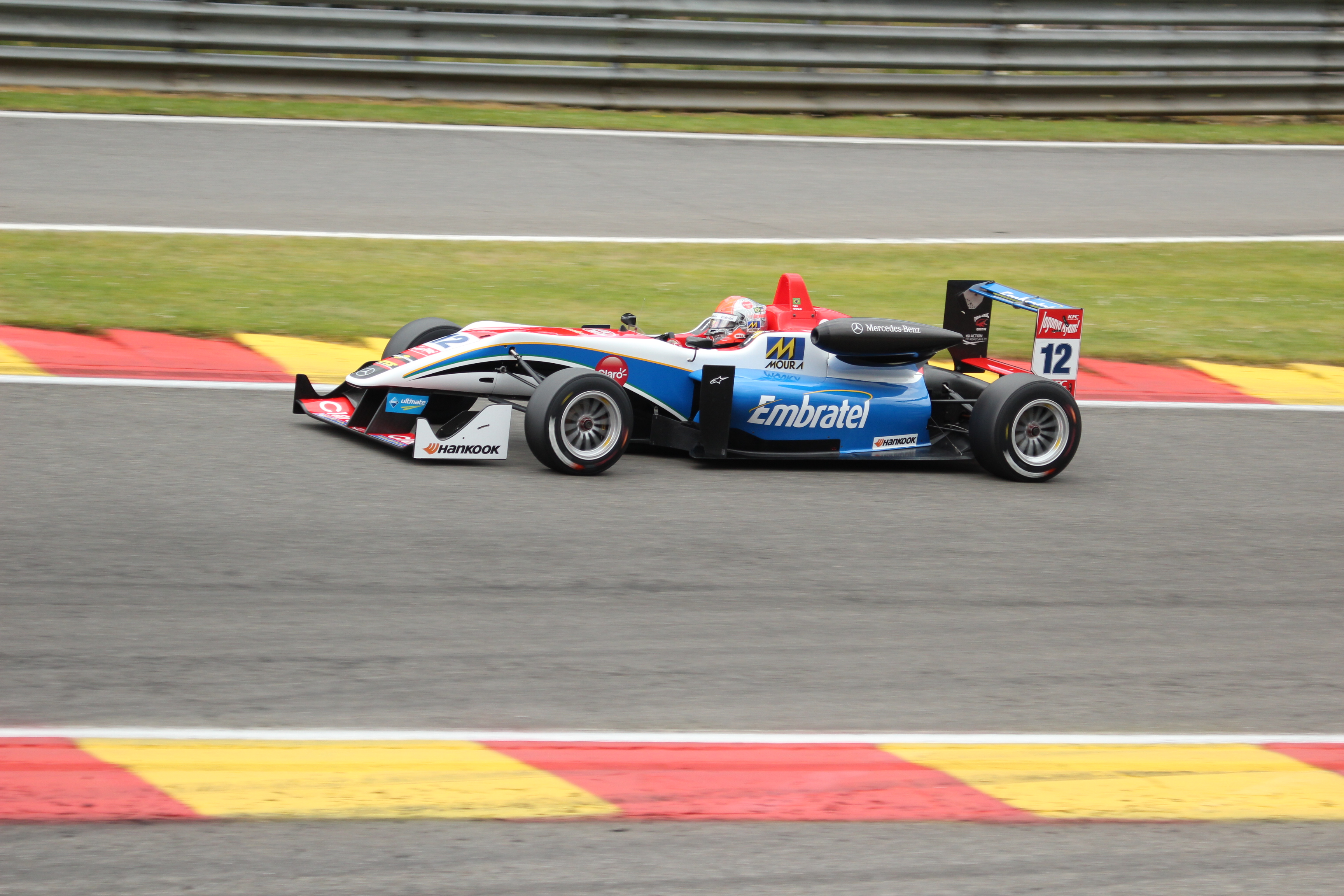
Pietro Fittipaldi in Spa-Francorchamps in der europäischen Formel-3-Meisterschaft 2015

2015 wechselte Fittipaldi zu Fortec Motorsport in die europäische Formel-3-Meisterschaft. Er erreichte den 17. Gesamtrang. Anschließend fuhr er im Winter 2015/16 in der MRF Challenge Formel 2000. Dabei wurde er mit vier Siegen Gesamtsieger. Mit 244 zu 199 Punkten setzte er sich gegen Tatiana Calderón durch. 2016 blieb Fittipaldi bei Fortec Motorsport und startete in der Formel V8 3.5. Ein dritter Platz war sein bestes Einzelergebnis. Während sein Teamkollege Louis Delétraz Gesamtzweiter wurde, erreichte Fittipaldi den zehnten Gesamtrang. Im folgenden Jahr gewann er mit sechs Siegen in 18 Rennen den Titel in der Serie. 2018 fuhr er in der IndyCar Series und war er einer von drei Fahrern, die sich Dale Coynes Fahrzeug mit der Nr. 19 teilten. Im selben Jahr sollte er außerdem Ersatzfahrer für den bei zwei Rennen verhinderten Renger van der Zande bei DragonSpeed in der FIA-Langstrecken-Weltmeisterschaft sein. In der Qualifikation zu seinem ersten Start in Spa verunfallte er aber wahrscheinlich wegen eines technischen Defekts. Dabei brach er sich das linke Bein und den rechten Knöchel. Nach knapp über zwei Monaten kehrte er ins IndyCar-Cockpit zurück und absolvierte den Rest der Saison. Mit sechs Starts in 17 Rennen wurde er in der Gesamtwertung 26. Neben einem Engagement als Test- und Reservefahrer des Haas F1 Team in der Formel 1 trat Fittipaldi 2019 für das belgische Kundenteam W Racing Team in einem Audi RS5 DTM in der DTM an.
Bei den letzten Rennen der Formel-1-Saison 2020 in Sachir und Abu Dhabi fuhr er anstelle von Romain Grosjean für Haas. Grosjean hatte sich bei einem Unfall in Bahrain verletzt. Bei seinem Debüt belegte er den 17. und letzten Platz. Als Startnummer wählte er die 51. Er beendete die Saison auf dem 23. und letzten Platz der Fahrerwertung.
2021 fuhr er erneut anstelle von Romain Grosjean. Dieses Mal jedoch in der IndyCar Series. Weil Grosjean einen Start auf den beiden schnellen Ovalen in Fort Worth und Indianapolis ausschloss, saß Fittipaldi im Cockpit der Startnummer 51. Eingesetzt wurde der Wagen in Zusammenarbeit von Dale Coyne Racing und Rick Ware Racing. Er startete bei drei Rennen. Beim zweiten Rennen in Fort Worth löste er einen Massenunfall mit acht Fahrzeugen beim Start des Rennens aus. Er debütierte außerdem beim Indianapolis 500, das er 2018 verletzungsbedingt auslassen musste. Er qualifizierte sich als 13. und beendete das Rennen als 25. 2021 bleibt er auch weiterhin Test- und Ersatzfahrer für das Haas F1 Team. Als der Vertrag des Stammfahrers für die Season 2022, Nikita Masepin, kurz nach den ersten Tests gekündigt wurde, sprang er als Ersatz ein. Allerdings wurde er schon nach dem ersten Testtag durch den neuen Stammfahrer Kevin Magnussen ersetzt. Während des Jahres fuhr er in der European Le Mans Series für Inter Europol Competition einen Oreca 07. Mit seinen Teamkollegen David Heinemeier Hansson und Fabio Scherer beendete er die Saison auf Platz 10 der Fahrerwertung. Dabei war ihr bestes Ergebnis ein zweiter Platz in Spa-Francorchamps. Außerdem startete er mit dem gleichen Team erstmals bei dem 24-Stunden-Rennen von Le Mans. Sie kamen als 14. von 27 Startern ins Ziel. In der Saison 2023 startete er für JOTA in der FIA-Langstrecken-Weltmeisterschaft. Zusammen mit Heinemeier Hansson und Oliver Rasmussen gewannen sie in der LMP2-Wertung bei dem 6-Stunden-Rennen von Monza. In der Fahrerwertung belegte das Trio den sechsten Platz.
2024 soll er für Rahal Letterman Lanigan Racing in der IndyCar Series die komplette Saison fahren.

## Persönliches
Pietro Fittipaldi ist ein Enkelkind des zweifachen Formel-1-Weltmeisters Emerson Fittipaldi. Sein Großonkel Christian Fittipaldi und sein Bruder Enzo Fittipaldi sind ebenfalls Automobilrennfahrer. Pietro Fittipaldi besitzt die US-amerikanische und brasilianische Staatsbürgerschaft. Im Motorsport tritt er als Brasilianer an.

## Statistik

### Karrierestationen
- 2006–2012: Kartsport
- 2011: Whelen All-American Series, Finalist Division II (Platz 34)
- 2012: Whelen All-American Series, North Carolina (Platz 36)
- 2013: Britische Formel Renault (Platz 8)
- 2013: BRDC F4 Championship (Platz 15)
- 2013: Britische Formel Renault, Winter (Platz 6)
- 2013: BRDC F4 Championship, Winter (Platz 6)
- 2014: Britische Formel Renault (Meister)
- 2014: Alpine Formel Renault (Platz 9)
- 2015: Europäische Formel 3 (Platz 17)
- 2016: MRF Challenge Formel 2000 (Meister)
- 2016: Formel V8 3.5 (Platz 10)
- 2017: World Series Formel V8 3.5 (Meister)
- 2018: IndyCar Series (Platz 26)
- 2019: DTM (Platz 15)
- 2020: Formula Regional Asian Championship (Platz 5)
- 2020: Formel 1 (Platz 23)
- 2021: IndyCar Series (Platz 32)
- 2021: Formel 1 (Testfahrer)
- 2022: European Le Mans Series, LMP2 (Platz 10)
- 2022: Formel 1 (Testfahrer)
- 2023: FIA-Langstrecken-Weltmeisterschaft, LMP2 (Platz 6)

- 2024: IndyCar Series (Platz 19)

### Einzelergebnisse in der europäischen Formel-3-Meisterschaft
| Jahr | Team              | Motor    | 1   | 2   | 3   | 4   | 5   | 6   | 7   | 8   | 9   | 10  | 11  | 12  | 13  | 14  | 15  | 16  | 17  | 18  | 19  | 20  | 21  | 22  | 23  | 24  | 25  | 26  | 27  | 28  | 29  | 30  | 31  | 32  | 33  | Punkte | Rang |
| ---- | ----------------- | -------- | --- | --- | --- | --- | --- | --- | --- | --- | --- | --- | --- | --- | --- | --- | --- | --- | --- | --- | --- | --- | --- | --- | --- | --- | --- | --- | --- | --- | --- | --- | --- | --- | --- | ------ | ---- |
| 2015 | Fortec Motorsport | Mercedes | SIL | SIL | SIL | HO1 | HO1 | HO1 | PAU | PAU | PAU | MNZ | MNZ | MNZ | SPA | SPA | SPA | NOR | NOR | NOR | ZAN | ZAN | ZAN | SPI | SPI | SPI | POR | POR | POR | NÜR | NÜR | NÜR | HO2 | HO2 | HO2 | 32     | 17.  |
| 2015 | Fortec Motorsport | Mercedes | 11  | 8   | DNF | DNF | 20  | DNF | DNQ | DNQ | DNQ | 7   | 9   | 11  | 8   | 21  | 10  | 19  | DNF | 16  | 17  | 20  | 20  | 23  | 32  | 24  | 12  | 6   | 6   | 15  | DNF | 18  | 13  | 16  | DNF | 32     | 17.  |

### Einzelergebnisse in der Formel V8 3.5 / World Series Formula V8 3.5
| Jahr | Team              | 1   | 2   | 3   | 4   | 5   | 6   | 7   | 8   | 9   | 10  | 11  | 12  | 13  | 14  | 15  | 16  | 17  | 18  | Punkte | Rang |
| ---- | ----------------- | --- | --- | --- | --- | --- | --- | --- | --- | --- | --- | --- | --- | --- | --- | --- | --- | --- | --- | ------ | ---- |
| 2016 | Fortec Motorsport | ALC | ALC | HUN | HUN | SPA | SPA | LEC | LEC | SIL | SIL | SPI | SPI | MNZ | MNZ | JER | JER | CAT | CAT | 59     | 10.  |
| 2016 | Fortec Motorsport | 11  | 9   | 8   | 8   | 11* | DNF | DNF | 7   | 6   | DNF | 11  | 11  | 11  | 4   | 9   | 12  | 7   | 3   | 59     | 10.  |
| 2017 | Lotus             | SIL | SIL | SPA | SPA | MNZ | MNZ | JER | JER | ALC | ALC | NÜR | NÜR | MEX | MEX | COA | COA | BRN | BRN | 259    | 1.   |
| 2017 | Lotus             | 1   | 1   | 8   | 6   | 9   | 4   | 2   | 1   | DNF | 1   | 7   | 6   | 1   | 1   | 3   | DNF | 2   | 2   | 259    | 1.   |

### Einzelergebnisse in der IndyCar Series
| Jahr | Team                               | 1   | 2   | 3   | 4   | 5    | 6    | 7   | 8   | 9   | 10   | 11   | 12  | 13  | 14  | 15   | 16   | 17  | Punkte | Rang |
| ---- | ---------------------------------- | --- | --- | --- | --- | ---- | ---- | --- | --- | --- | ---- | ---- | --- | --- | --- | ---- | ---- | --- | ------ | ---- |
| 2018 | Dale Coyne Racing                  | STP | PHO | LBH | ALA | IMS  | INDY | DET | DET | TXS | ROA  | IOW  | TOR | MDO | POC | STL  | POR  | SNM | 91     | 26.  |
| 2018 | Dale Coyne Racing                  |     | 23  |     |     | INJ  | INJ  |     |     | INJ |      |      |     | 23  | 22  | 11   | 9    | 16  | 91     | 26.  |
| 2021 | Dale Coyne Racing Rick Ware Racing | ALA | STP | TXS | TXS | IMS  | INDY | DET | DET | ROA | MDO  | NSH  | IMS | STL | POR | LAG  | LBH  |     | 34     | 32.  |
| 2021 | Dale Coyne Racing Rick Ware Racing |     |     | 15  | 21  |      | 2513 |     |     |     |      |      |     |     |     |      |      |     | 34     | 32.  |
| 2024 | RLL                                | STP | LBH | ALA | IMS | INDY | DET  | ROA | LAG | MDO | IOW1 | IOW2 | TOR | GAT | POR | MIL1 | MIL2 | NSH | 186    | 19.  |
| 2024 | RLL                                | 13  | 24  | 27  | 14L | 32   | 13   | 16  | 14  | 24  | 19   | 20   | 19  | 14  | 25  | 18   | 21   | 21  | 186    | 19.  |

Legende

### Statistik in der Formel-1-Weltmeisterschaft
Diese Statistik umfasst alle Teilnahmen des Fahrers an der Formel-1-Weltmeisterschaft.

#### Gesamtübersicht
Stand: Saisonende 2020
| Saison | Team         | Chassis    | Motor                | Rennen | Siege | Zweiter | Dritter | Poles | schn. Rennrunden | Punkte | WM-Pos. |
| ------ | ------------ | ---------- | -------------------- | ------ | ----- | ------- | ------- | ----- | ---------------- | ------ | ------- |
| 2020   | Haas F1 Team | Haas VF-20 | Ferrari 1.6 V6 Turbo | 2      | −     | −       | −       | −     | −                | 0      | 23.     |
| Gesamt | Gesamt       | Gesamt     | Gesamt               | 2      | −     | −       | −       | −     | −                | 0      |         |

#### Einzelergebnisse
| Saison | 1 | 2 | 3 | 4 | 5 | 6 | 7 | 8 | 9 | 10 | 11 | 12 | 13 | 14 | 15 | 16 | 17 |
| ------ | - | - | - | - | - | - | - | - | - | -- | -- | -- | -- | -- | -- | -- | -- |
| 2020   |   |   |   |   |   |   |   |   |   |    |    |    |    |    |    |    |    |
|        |   |   |   |   |   |   |   |   |   |    |    |    |    |    | 17 | 19 |    |

| Legende  | Legende            | Legende                                                          |
| Farbe    | Abkürzung          | Bedeutung                                                        |
| -------- | ------------------ | ---------------------------------------------------------------- |
| Gold     | –                  | Sieg                                                             |
| Silber   | –                  | 2. Platz                                                         |
| Bronze   | –                  | 3. Platz                                                         |
| Grün     | –                  | Platzierung in den Punkten                                       |
| Blau     | –                  | Klassifiziert außerhalb der Punkteränge                          |
| Violett  | DNF                | Rennen nicht beendet (did not finish)                            |
| Violett  | NC                 | nicht klassifiziert (not classified)                             |
| Rot      | DNQ                | nicht qualifiziert (did not qualify)                             |
| Rot      | DNPQ               | in Vorqualifikation gescheitert (did not pre-qualify)            |
| Schwarz  | DSQ                | disqualifiziert (disqualified)                                   |
| Weiß     | DNS                | nicht am Start (did not start)                                   |
| Weiß     | WD                 | zurückgezogen (withdrawn)                                        |
| Hellblau | PO                 | nur am Training teilgenommen (practiced only)                    |
| Hellblau | TD                 | Freitags-Testfahrer (test driver)                                |
| ohne     | DNP                | nicht am Training teilgenommen (did not practice)                |
| ohne     | INJ                | verletzt oder krank (injured)                                    |
| ohne     | EX                 | ausgeschlossen (excluded)                                        |
| ohne     | DNA                | nicht erschienen (did not arrive)                                |
| ohne     | C                  | Rennen abgesagt (cancelled)                                      |
| ohne     | keine WM-Teilnahme |                                                                  |
| sonstige | P/fett             | Pole-Position                                                    |
| sonstige | 1/2/3/4/5/6/7/8    | Punktplatzierung im Sprint-/Qualifikationsrennen                 |
| sonstige | SR/kursiv          | Schnellste Rennrunde                                             |
| sonstige | *                  | nicht im Ziel, aufgrund der zurückgelegten Distanz aber gewertet |
| sonstige | ()                 | Streichresultate                                                 |
| sonstige | unterstrichen      | Führender in der Gesamtwertung                                   |

### Le-Mans-Ergebnisse
| Jahr | Team                      | Fahrzeug | Teamkollege              | Teamkollege          | Platzierung | Ausfallgrund |
| ---- | ------------------------- | -------- | ------------------------ | -------------------- | ----------- | ------------ |
| 2022 | Inter Europol Competition | Oreca 07 | David Heinemeier Hansson | Fabio Scherer        | Rang 18     |              |
| 2023 | Jota                      | Oreca 07 | David Heinemeier Hansson | Oliver Rasmussen     | Rang 24     |              |
| 2025 | United Autosports         | Oreca 07 | David Heinemeier Hansson | Renger van der Zande | Rang 24     |              |

### Sebring-Ergebnisse
| Jahr | Team                     | Fahrzeug | Teamkollege         | Teamkollege | Platzierung | Ausfallgrund |
| ---- | ------------------------ | -------- | ------------------- | ----------- | ----------- | ------------ |
| 2023 | Rick Ware Racing         | Oreca 07 | Devlin DeFrancesco  | Eric Lux    | Ausfall     | Unfall       |
| 2025 | Pratt Miller Motorsports | Oreca 07 | Christopher Cumming | James Roe   | Ausfall     | Ölleck       |

### Einzelergebnisse in der FIA-Langstrecken-Weltmeisterschaft
| Saison | Team              | Rennwagen | 1   | 2   | 3   | 4   | 5   | 6   | 7   | 8   |
| ------ | ----------------- | --------- | --- | --- | --- | --- | --- | --- | --- | --- |
| 2022   | Inter Europol     | Oreca 07  | SEB | SPA | LEM | MON | FUJ | BAH |     |     |
| 2022   | Inter Europol     | Oreca 07  | 18  |     |     |     |     |     |     |     |
| 2023   | Jota              | Oreca 07  | SEB | POR | SPA | LEM | MON | FUJ | BAH |     |
| 2023   | Jota              | Oreca 07  | 12  | 17  | 18  | 24  | 11  | 16  | 14  |     |
| 2025   | United Autosports | Oreca 07  | KAT | IMO | SPA | LEM | SAO | AUS | FUJ | BAH |
| 2025   | United Autosports | Oreca 07  | 24  |     |     |     |     |     |     |     |

### Einzelergebnisse in der DTM
| Saison | Team                    | Hersteller | 1   | 2   | 3   | 4   | 5   | 6   | 7   | 8   | 9   | 10  | 11  | 12  | 13  | 14  | 15  | 16  | 17  | 18  | Punkte | Rang |
| ------ | ----------------------- | ---------- | --- | --- | --- | --- | --- | --- | --- | --- | --- | --- | --- | --- | --- | --- | --- | --- | --- | --- | ------ | ---- |
| 2019   | WRT Team Audi Sport     | Audi       | HO1 | HO1 | ZOL | ZOL | MIS | MIS | NOR | NOR | ASS | ASS | BRH | BRH | LAU | LAU | NÜR | NÜR | HO2 | HO2 | 22     | 15.  |
| 2019   | WRT Team Audi Sport     | Audi       | 10  | 15  | 14  | 9   |     |     | DNF | 15  | 11  | 10  | DNS | 16  | 7   | 9   | 14  | 13  | 13  | 15  | 22     | 15.  |
| 2019   | Audi Sport Team Rosberg | Audi       |     |     |     |     | 11  | 5   |     |     |     |     |     |     |     |     |     |     |     |     | 22     | 15.  |